# Jeep Avenger
El Jeep Avenger es un crossover subcompacto tipo SUV del segmento B producido por fabricante estadounidense Jeep desde enero de 2023, principalmente para el mercado europeo. Ubicado debajo del Renegade, es el vehículo más pequeño que ofrece Jeep.
Chrysler ha utilizado anteriormente la placa de identificación Avenger en dos ocasiones anteriores, a saber, el Dodge Avenger a la venta en Norteamérica entre 1994 y 2000, luego entre 2008 y 2014; y antes de eso en el Hillman Avenger, construido por la extinta división europea de Chrysler en la década de 1970.

## Descripción general
El Avenger se presentó el 8 de septiembre de 2022 y en el Salón del Automóvil de París en octubre de 2022. Se ofrece con modelos híbrido suave y eléctrico de batería. Utiliza la plataforma STLA Small, un desarrollo de la CMP (eCMP para el modelo eléctrico) desarrollada originalmente por el Groupe PSA y compartida con el Peugeot 2008, Opel Mokka y DS3 Crossback.
El Avenger ofrece una distancia al suelo de 200 mm (7,9 pulgadas), 20 grados de ángulo de aproximación y 32 grados de ángulo de salida. También está equipado con el modo de manejo "Selec-Terrain" de Jeep, con modos Normal, Eco, Sport, Snow, Mud y Sand y Hill Descent Control.
Diseñado en Italia y fabricado en Polonia, el Avenger se comercializa principalmente en Europa, con ventas también en Japón y Corea del Sur. No ha estado disponible en los Estados Unidos, Canadá ni China. Las entregas a los clientes comenzaron a principios de 2023, con Jeep apuntando a una producción anual de 110 000 unidades.

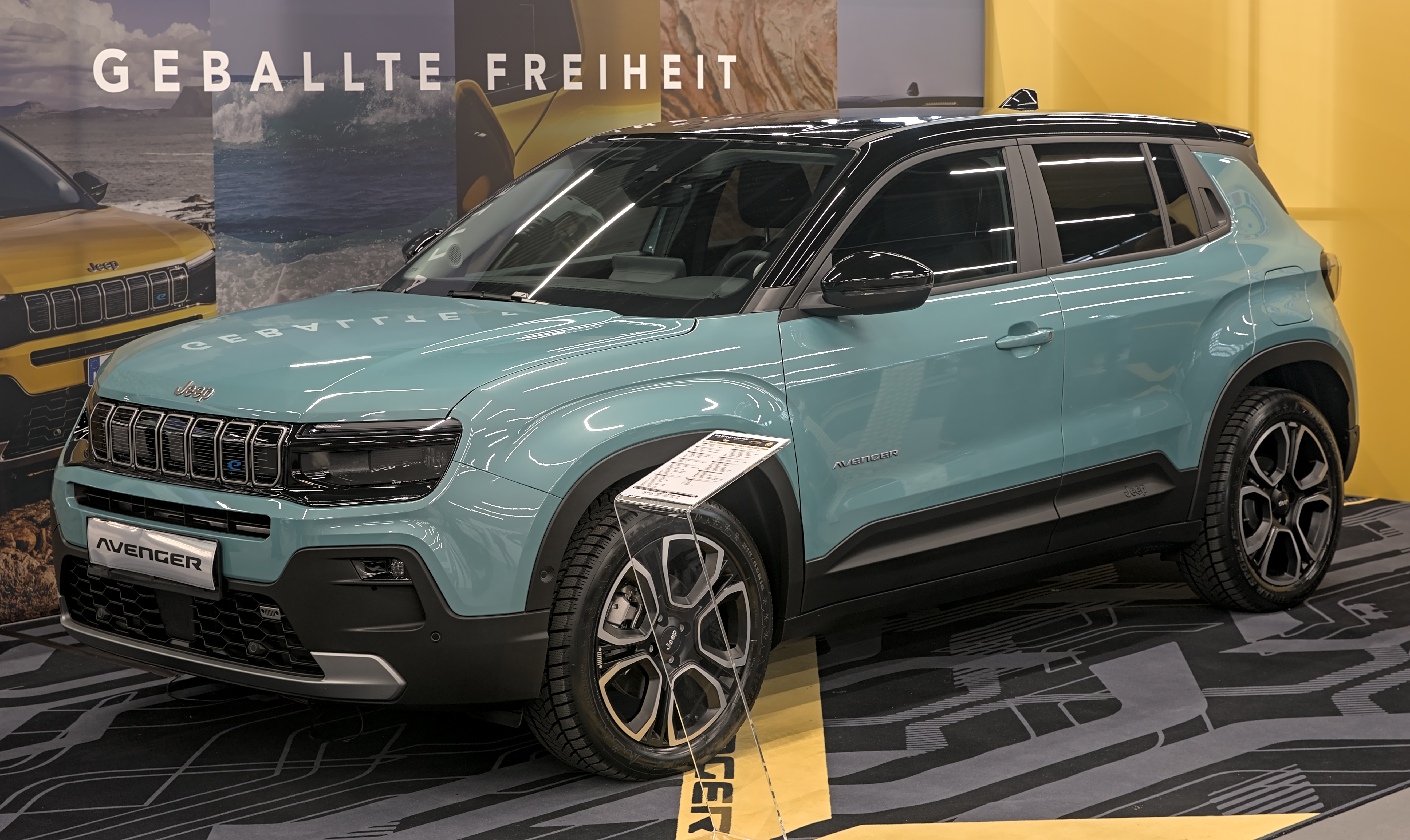
En Salzburgo en marzo de 2023
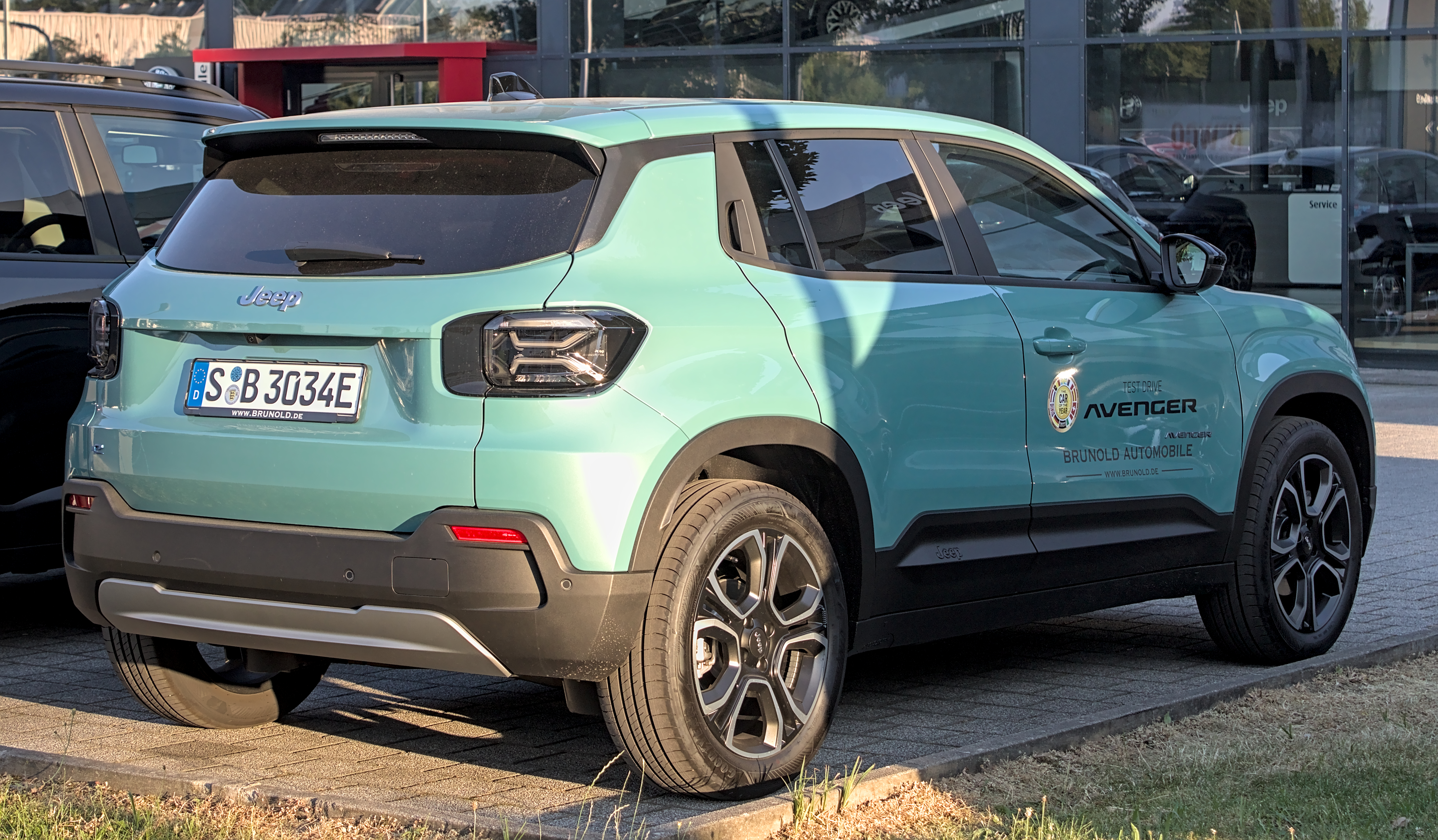
Vista latera-trasera en Stuttgart en junio de 2023.
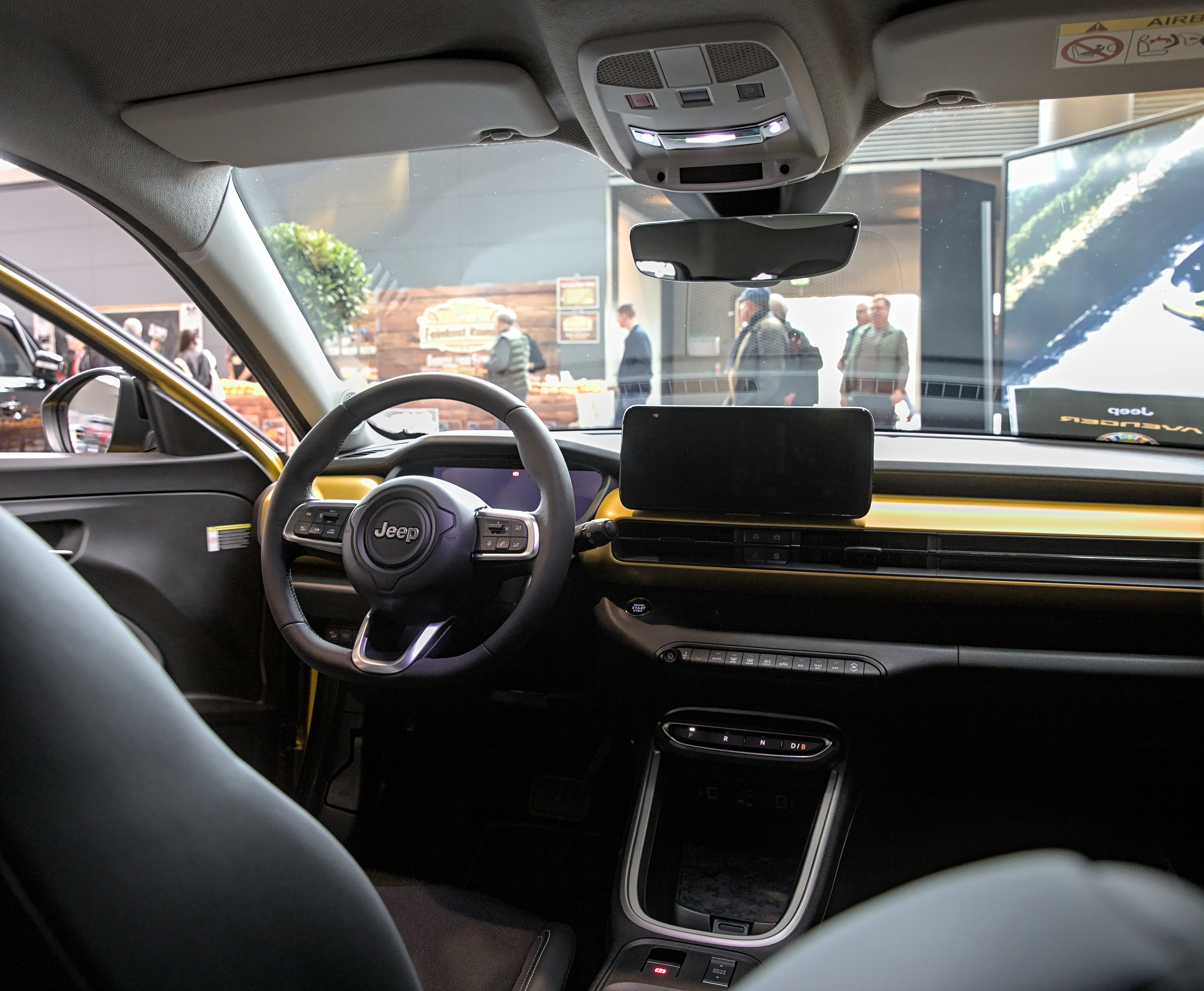
Interior en Retro Classics en febrero de 2023

### Avenger EV
La versión eléctrica de batería estaba disponible antes que el modelo con motor de gasolina y es la única versión del Avenger en la mayoría de los mercados. Está equipado con un motor eléctrico delantero de 400 V fabricado por Emotors, que produce 156 CV (154 HP; 115 kW) y 260 N·m (192 lb·pie) de par máximo. Equipado con una batería de 54 kWh (194 MJ), el Avenger EV ofrece una autonomía según el ciclo WLTP de hasta 400 km (249 millas) o 550 km (342 millas) en el ciclo urbano.

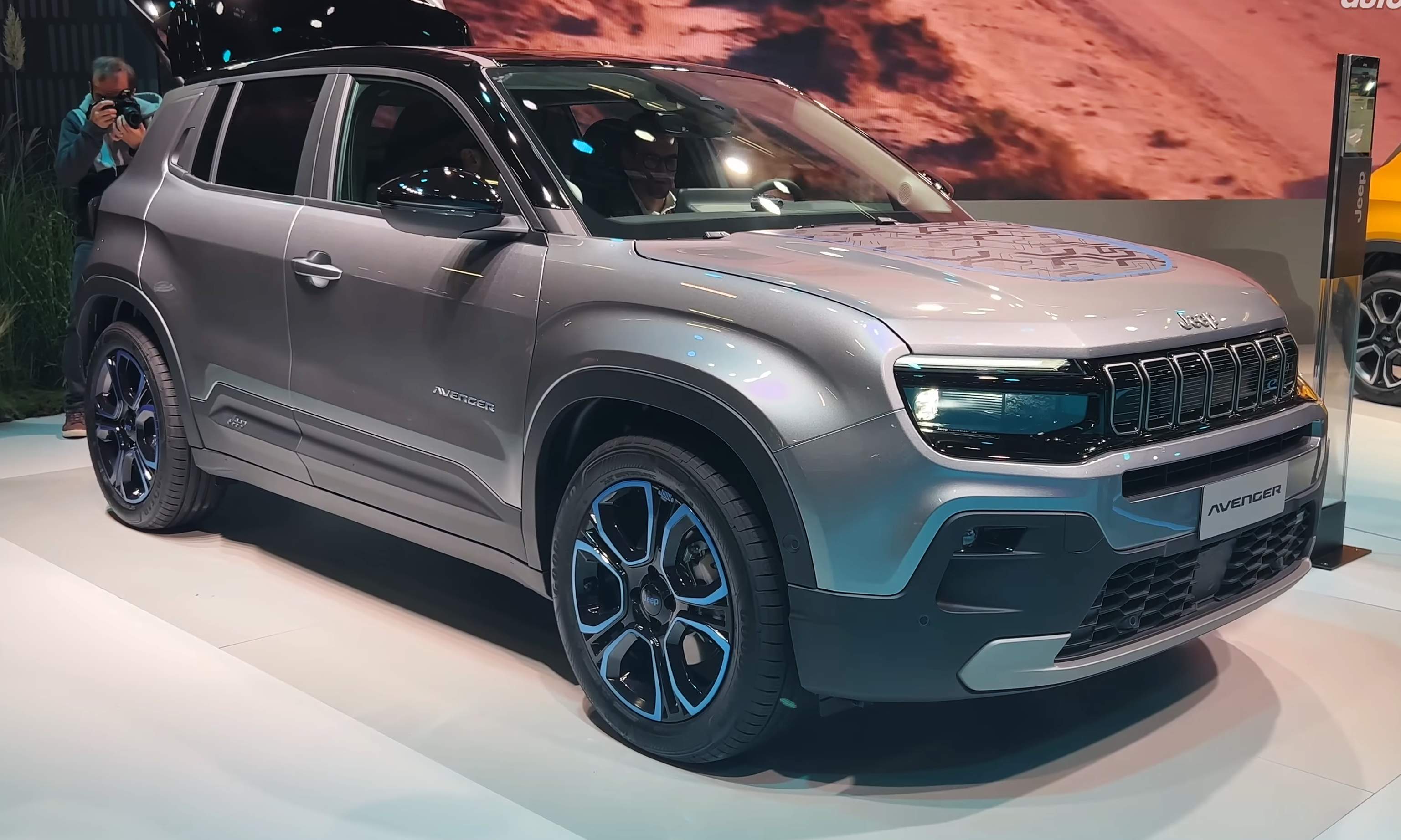
EV de 2023

## Concepto 4xe

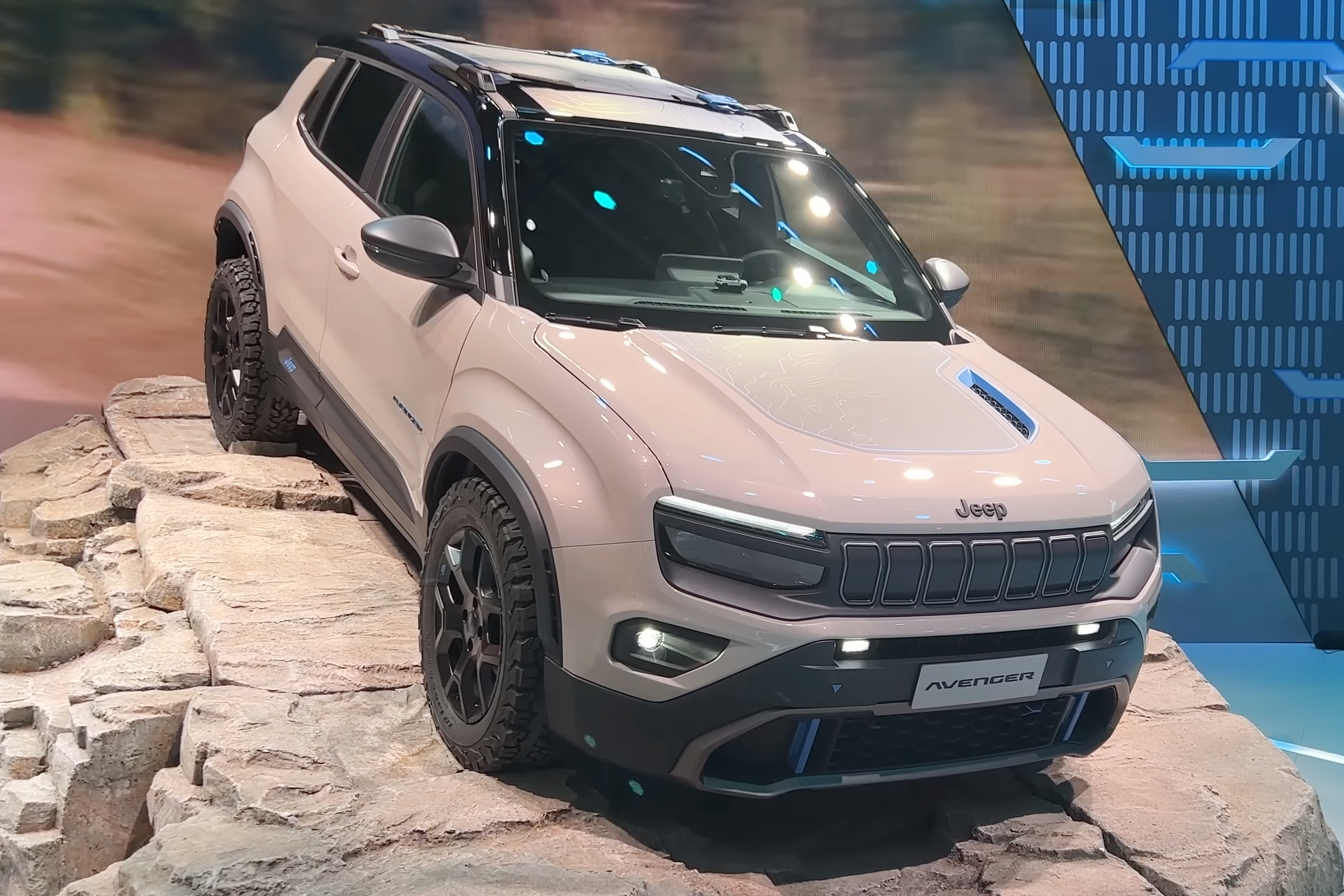
4xe Concept de 2023

La versión con tracción total fue precedida por el prototipo 4xe, alternativamente denominado Avenger 4x4, que fue presentado en el Salón del Automóvil de París en octubre de 2022. Se distingue por más elementos de personalización para un vehículo todoterreno, como ensanchadores de salpicaderas, ganchos de remolque, neumáticos, sistema de carga en el techo y por una elevación de 200 mm (7,9 pulgadas).

## Premios
- El Avenger ha sido nombrado Coche del Año en Europa 2023 en el Salón del Automóvil de Bruselas.[14][15][16] No solamente es el primer modelo 100% eléctrico de Jeep, el Avenger también es el primer modelo de la marca en ganar el prestigioso premio al Coche Europeo del Año.[17]
- El Avenger se adjudica el "Auto eléctrico del año" en general, así como el "Mejor auto eléctrico urbano" en los Top Gear Electric Awards 2023.[18]
- En 2023, el Avenger ganó un premio de los medios de "Mejor SUV familiar 2023", proporcionado por Women's World Car of the Year.[19]